# شرج القيطاف (يبعث)

تعديل مصدري - تعديل

شرج القيطاف هي إحدى قرى عزلة يبعث بمديرية يبعث التابعة لمحافظة حضرموت، بلغ تعداد سكانها 66 نسمة حسب تعداد اليمن لعام 2004.